# Marrella
Marrella ist ein ausgestorbener Gliederfüßer, der als Fossil zunächst aus einer einzigen Schicht des mittelkambrischen Burgess-Schiefers (Burgess Shale) aus British Columbia bekannt wurde. Weitere Funde zeigten, dass Marrella eines der häufigsten Fossilien des Burgess-Schiefers ist. Es ist nur die Typusart M. splendens wissenschaftlich beschrieben. Der Gattung zugeordnete, schlecht erhaltene und nicht bis zur Art beschriebene Fossilien wurden später auch in China gefunden.
Zusammen mit anderen einzigartigen Fossilien wie Opabinia und Yohoia zeigt Marrella die Vielfalt des Burgess-Schiefers.

## Körperbau
Marrella war ein kleines Tier von 2,5 bis etwa 20 Millimeter, maximal bis 24,5 Millimeter Länge. Der Körper bestand aus zwei Abschnitten (Tagmata), dem Kopf mit einem Kopfschild und dem Rumpfabschnitt aus etwa 26 Segmenten, die teilweise etwas überlappten, und einem winzigen Endabschnitt (Telson).
Der Kopfschild ist auffallend durch zwei Paar sehr lange, gebogene, nach hinten gerichtete Dornen, ein seitliches (laterales) Paar und ein mittleres, nach oben abstehendes (dorsales) Paar. Das mittlere Paar konnte länger sein als der Rumpf und das Körperende nach hinten überragen, es war auf der Oberseite bei manchen (nicht allen) Exemplaren gekielt und fein gezähnelt. Zusätzlich saß an der Unterseite an den Hinterecken (posteroventral) ein Paar kürzerer Dornen. Als Anhänge sind erkennbar zwei Paare langer, einästiger (uniramer) Antennen, Hinweise auf Mundwerkzeuge fehlen. Die ersten Antennen waren lang, mit mehr als dreißig Gliedern, mit kurzen, quirlförmig angeordneten Borsten an den Gliedergrenzen, sie inserierten in der hinteren Hälfte der Unterseite des Kopfschilds. Die zweiten Antennen waren breiter, sechssegmentig mit langem, zylindrischem Basalglied und fünf kürzeren, abgeflachten Gliedern, die an den Außenkanten einen Saum aus langen Borstenhaaren (Setae) trugen. Der Rumpf bestand aus zylindrischen Segmenten ohne verbreiterte Seitenlappen (Pleuren), die jeweils aus einem Tergit und einem Sternit bestanden. An jedem Segment saß ein Spaltbeinpaar. Der Innenast (Endopodit) bestand aus sechs Gliedern, der Außenast, der nahe der Basis des ersten Glieds ansaß, war fein gefiedert und diente vermutlich als Kieme.
Die Natur und Funktion der zweiten Kopfanhänge bei Marrella wird unterschiedlich interpretiert. Einige Forscher hielten sie für homolog zu den Mandibeln, die meisten sehen sie aber als homolog zu den zweiten Antennen der Krebstiere an. Ihre wahrscheinlichste Funktion ist als Schwimmbein-ähnliche Extremitäten zur Fortbewegung, einige vermuten aber auch eine Funktion als Nachschieber zum Mund hin bei der Nahrungsaufnahme.
An gut erhaltenen Exemplaren wurden Strukturen nachgewiesen, die einem optischen Gitter entsprechen. Die Tiere könnten demnach einen farbenprächtig-schimmernden Anblick geboten haben.

## Lebensweise

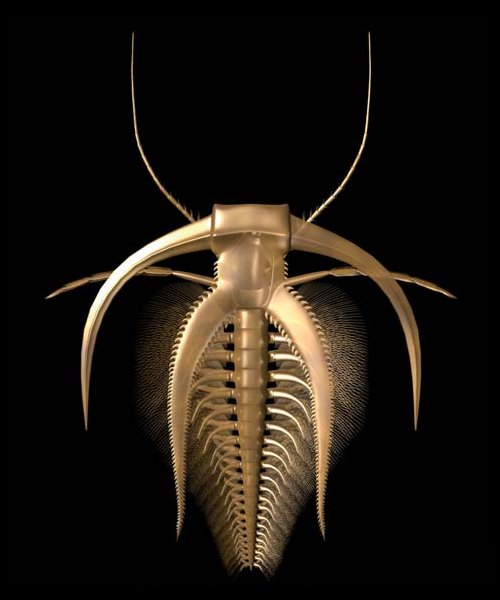
Rekonstruktion von Marrella

Zur Lebensweise von Marrella gibt es zwei verschiedene Hypothesen. Nach Whitington lebte das Tier wahrscheinlich als benthischer Aasfresser und ernährte sich von den Überresten anderer Tiere und sonstigem organischem Material. In einer späteren Bearbeitung wurde, wie auch bereits vom Erstbeschreiber Charles Walcott, eine schwimmende (pelagische) Lebensweise rekonstruiert. Dieser Hypothese zufolge ruderte Marrella mit den als Schwimmbeine dienenden großen zweiten Antennen. In diesem Falle wäre eher eine filtrierende Ernährungsweise plausibel.

## Phylogenie und Verwandtschaft
Marrella zählt zu den Marrellomorpha, einer meist als eigene Klasse der Arthropoda aufgefassten Gruppe, zu der viele bizarr geformte Vertreter, etwa auch die Gattungen Mimetaster und Vachonisia aus dem devonischen Hunsrückschiefer gehören. Über die verwandtschaftliche Einordnung der Marrellomorpha gibt es keine Einigkeit. Ihrer Merkmalskombination nach gehören sie als basaler Abzweig zu den „höheren“ oder Euarthropoda. Ob sie dabei zur weiteren Stammgruppe der Chelicerata (als Arachnomorpha oder Artiopoda bezeichnet) oder (wahrscheinlicher) in die Stammgruppe der Mandibulata gehören, ist zwischen verschiedenen Untersuchungen umstritten. Eine nähere Verwandtschaft mit den Spinnentieren im engeren Sinne oder den Trilobiten erscheint heute unwahrscheinlich.

## Forschungsgeschichte
Marrella war das erste Fossil, das der bekannteste unter den frühen Bearbeitern der heute berühmten Fundstelle, der Geologe Charles Walcott (1850–1927), im Burgess-Schiefer fand. Er benannte die Gattung nach John Edward Marr. Walcott fasste Marrella informell als eine Art Krabbe auf und beschrieb sie formell als eine seltsame Trilobitenart, änderte dies aber in einer postumen Veröffentlichung von 1931 selbst ab, indem er enge Verwandtschaft mit Burgessia, von ihm als Kiemenfußkrebs interpretiert, annahm. Später wurde sie im Treatise on Invertebrate Paleontology der von Leif Størmer beschriebenen Klasse der Trilobitoidea zugeordnet. 1971 bearbeitete Harry Blackmore Whittington die Gattung grundlegend neu und entschied auf Grund der Ausbildung und Zahl der Beine, der Art der Kiemen und Kopfanhänge, dass das Tier weder zu den Trilobiten, den Cheliceraten noch zu den Crustacea gehörte.
Marrella ist wahrscheinlich die häufigste Arthropodenart des Burgess-Schiefers, mit Tausenden Exemplaren in Museumssammlungen, so etwa 15.000 bei Smithsonian und mehr als 9.000 im Royal Ontario Museum.